# GNL3
GNL3‏ (G protein nucleolar 3) هوَ بروتين يُشَفر بواسطة جين GNL3 في الإنسان.